# Avilla (Indiana)
Avilla és una població dels Estats Units a l'estat d'Indiana. Segons el cens del 2000 tenia 2.049 habitants.

## Demografia
Segons el cens del 2000, Avilla tenia 2.049 habitants, 780 habitatges, i 520 famílies. La densitat de població era de 577,5 habitants per km².
Dels 780 habitatges en un 35,4% hi vivien nens de menys de 18 anys, en un 53,6% hi vivien parelles casades, en un 8,6% dones solteres, i en un 33,3% no eren unitats familiars. En el 28,1% dels habitatges hi vivien persones soles l'11% de les quals corresponia a persones de 65 anys o més que vivien soles. El nombre mitjà de persones vivint en cada habitatge era de 2,45 i el nombre mitjà de persones que vivien en cada família era de 2,98.
Per edats la població es repartia de la següent manera: un 26,4% tenia menys de 18 anys, un 8,6% entre 18 i 24, un 32,2% entre 25 i 44, un 15,4% de 45 a 60 i un 17,5% 65 anys o més.
L'edat mediana era de 33 anys. Per cada 100 dones de 18 o més anys hi havia 88,9 homes.
La renda mediana per habitatge era de 42.014 $ i la renda mediana per família de 48.800 $. Els homes tenien una renda mediana de 36.773 $ mentre que les dones 22.250 $. La renda per capita de la població era de 17.591 $. Entorn del 3% de les famílies i el 5,7% de la població estaven per davall del llindar de pobresa.

## Poblacions més properes
El següent diagrama mostra les poblacions més properes.